# Хеленукты
Хеленукты — неофициальная арт-группа, существовавшая в Ленинграде с 1966 по 1972 годы. Лидером группы был Дмитрий Макринов (авторская подпись — Дм. М.), в неё входили: Николай Аксельрод (авторская подпись — А. Ник.), Александр Миронов, Виктор Немтинов (авторская подпись — ВНЕ), Владимир Эрль.

## Название
Первоначально сообщество предполагало самоназвание «абсурдисты», однако вследствие тривиальности и избитости термина принят он не был. Следующий вариант, предложенный Владимиром Эрлем, оказался также отклонен и оставлен группой в тайне, но затем это русское слово путём нескольких лингвистических действий и, по выражению самого В. Эрля, «хитроумного анаграммирования» было преобразовано в новое слово, «хеленуктизм», обозначившее художественное движение своих участников. Члены группы стали именоваться хеленукты.

## Творчество
Творческие эксперименты хеленуктов — характерный образец ленинградского андеграундного искусства второй половины 1960-х — начала 1970-х годов. Находясь вне официального литературного процесса в СССР и в мировоззренческой оппозиции к его социальной ангажированности, хеленукты ориентировались на идеологию и эстетику абсурда, при этом, как и многие другие неофициальные художники той поры свою деятельность с политикой не связывали и в диссидентском движении участия не принимали. Творчество хеленуктов, основу которого составляло коллективное сочинительство, было направлено на дальнейшее развитие авангардных тенденций начала XX века. Возврат к художественному материалу авангарда и модерна был обусловлен стремлением продолжить культурную традицию, прерванную после 1920-х годов.
Примечательно, что работы обэриутов, концептуально наиболее близких для членов кружка, были им недоступны.

«Хеленукты, к сожалению, с опозданием смогли ознакомиться с произведениями Хармса и Введенского; доступными к 1966 году стали только „Стихотворения и поэмы“ Заболоцкого <...>. Хеленукты, так сказать, во многом „изобретали велосипед“, идя более или менее от тех же истоков, что и чинари (обэриуты). С другой стороны, Хеленукты — в отличие от чинарей — были более ориентированы на англо- и немецкоязычный авангард („новую венскую школу“, „лирику модерн“, театр абсурда и т. д.)»..
Явные предшественники хеленуктов — Велимир Хлебников, Алексей Кручёных, Константин Вагинов, Гийом Аполлинер, дадаисты. С Алексеем Кручёных Владимир Эрль и Александр Миронов были знакомы лично.
Тексты хеленуктов пронизывают ирония, гротеск, пародийность. Для них характерны эпатаж и провокативность. В середине сентября 1966 года Макринов и Эрль сочинили манифест группы под названием «Вступительная статейка Хеленуктов». Уже в этом, являющемся одновременно и программным произведении, и пародии на таковое, отчётлив вектор движения хеленуктов:

«Сим торжественно объявляем, что мы <…> Хеленуктами сделались.
Хеленукты всё умеют: что ни захочут, всё сделают <…>
Мы можем:
а) стишки сочинять;
б) прозу выдумывать;
в) пиэссы разыгрывать;
г) нарисовать там чего-нибудь;
д) гулять;
е) смеяться; <…>
ч) на веревочке узелок завязать; <…>
ъ) лобзиком выпиливать;
ы) сеять просо;
ь) запоминать;
э) бросать в воду камешки;
ю) говорить не по-русски;
я) гладить Епифана
Эка!»..
Сфера интересов хеленуктов охватывала литературные изыскания, театрализованные представления, но ими не ограничивалась. Хеленукты тяготели к синкретизму. По воспоминаниям Владимира Эрля:

«Кроме собственно литературы Хеленукты занимались рисованием, производили нечто вроде хэппенингов или перформансов. В 1972—1974 годах Дм. М. отправил мне целую серию писем (около шестидесяти), которые можно смело считать предтечей мэйл-арта. Предвосхищен был также и „ирфаеризм“ Сергея Сигея и Б. Констриктора <…>. Некоторые произведения Хеленуктов (в основном прозаические) предугадывают, на мой взгляд, и некоторые характерные особенности развитого концептуализма…»..
К широкой известности, публичности хеленукты не стремились. Их деятельность можно охарактеризовать как приватные творческие эксперименты в узком кругу единомышленников. Свои литературные произведения они распространяли скромным тиражом в машинописных копиях среди знакомых.
Вслед за дадаистами хеленукты активно использовали для создания своих произведений технику коллажа. Коллажи составлялись из цитат советских и русских поэтов, публицистических отрывков из прессы.
Наиболее разработанной формой литературной механики было сочинение текстов на слова произведений классической поэзии. Хеленукты знали о том, что дадаисты сумели упростить творческий процесс с помощью алеаторического метода шляпы. В шляпу складывались вырезанные из газет и журналов слова, затем вынимались наугад, составляя строки поэтического произведения. Хеленукты преобразовали метод. Пришедшие в голову или выбранные из готового текста слова записывались и нумеровались. Далее предлагалась случайная последовательность цифр, согласно которой слова образовывали строки. Таким образом — на слова стихотворений А. Ахматовой Л. Аронзоном и В. Эрлем был написан один из фрагментов поэтического цикла «Часы». Венцом ленинградской литературной механики 1960-80-х можно считать документальную повесть Владимира Эрля «В поисках за утраченным Хейфом». Это текст составлен из писем знакомых, газетных и журнальных публикаций и самых неожиданных письменных источников. Это наиболее внушительный Хеленуктический коллаж, который также является виртуозной машинописной партитурой, геометриозованным графическим рисунком..
Некоторые тексты хеленукты писали в эпистолярном жанре. Наряду с образцами высокого авангардистского искусства ими широко была востребована профанная культура, в частности — графоманские тексты, творчество душевнобольных. В жанровом отношении оригинальным нововведением хеленуктов являлось изобретение так называемых «документальных драмагедий» — драм, слагаемых путём записи художественного диспута, письменной фиксацией реплик участников разговора.
В 1972 году группа как целое прекратила своё существование.
Дальнейшее развитие идеи «хеленуктизма» нашли в позднем творчестве Владимира Эрля.